# 前北美弥子
前北 美弥子（まえきた みやこ、1963年 - ）は、日本のコピーライター、クリエイティブ・ディレクター、環境保護運動家、政治活動家。
現在の本名は内田美弥子。
京都造形芸術大学、東北芸術工科大学客員教授。上智大学、立教大学、東京外国語大学非常勤講師。

## 略歴
1987年に慶應義塾大学経済学部卒業、電通入社。
入社5年目ごろに環境保護団体のメンバーと知り合ったことで環境保護運動に傾倒するようになり1997年よりNGOの広告に取り組み、2002年よりサステナ代表。2008年に電通を退社し独立、2008年から2010年まで東京外国語大学大学院助教を務めた。
キャンドルナイトやホワイトバンドの日本における実行呼びかけ人。
反原発活動にも力を入れており、エネシフジャパンの呼びかけ人の1人。現在では片仮名表記のマエキタミヤコ名義での活動が多い。
夫は映像ディレクターの内田現で彼との間に2人の子がいる。
2024年6月27日、東京都議会議員補欠選挙（中野区）に立候補することを発表し、7月7日の投開票の結果、落選した。